# Another Simpsons Clip Show
"Another Simpsons Clip Show" är avsnittet tre från säsong sex av Simpsons. Avsnittet sändes på Fox i USA den 25 september 1994. I avsnittet pratar familjen om romantik och de berättar vad det betyder för dem genom gamla klipp. Avsnittet skrevs av Jon Vitti som "Penny Wise" och regisserades av David Silverman som "Pound Foolish". Avsnittet är det andra klippavsnittet i serien. Avsnittet har fått kritik för den är billig eftersom mest innehåller klipp från tidigare avsnittet.  A. Brooks gästskådespelare som Jacques, Kelsey Grammer gästskådespelare som Sideshow Bob, Jon Lovitz som Artie Ziff, Marcia Wallace som Edna Krabappel, Michelle Pfeiffer som LMindy Simmons, Phil Hartman som Troy McClure och Sara Gilbert som Laura Powers. Alla i klipp från tidigare avsnitt.

## Handling
Marge läser Broarna i Madison County i sängen och frågar  Homer om han tror de tappat romantiken i deras äktenskap. Homer orkar inte svara på frågan och lägger sig. Nästa dag försöker Marge prata om romantik med  familjen och de berättar om romantiska händelser från deras liv och bilder från händelserna visas i gamla klipp. De hittar inget som bevisar att romans finns före Homer börjar berätta om hur han träffade Marge. Barnen orkar inte lyssna på berättelsen och går och kollar på TV.

### Klippen
Klippen är tagna från alla tidigare säsonger. I flera scener kastar Homer en bok i husets eldstad vilket han först gjorde i "Dog of Death".
| Avsnitt                            | Säsong | Säsong | Beskrivning                                                 |
| ---------------------------------- | ------ | ------ | ----------------------------------------------------------- |
| "New Kid on the Block"             |        | 4      | Homer söker efter en korv i poolen.                         |
| "Krusty Gets Busted"               |        | 1      | Barnen ser på Itchy & Scratchy med nya repliker             |
| "Homer the Heretic"                |        | 4      | Itchy & Scratchy-avsnittet "Flay Me to the Moon".           |
| "Bart's Friend Falls in Love"      |        | 3      | Barts klass kollar på Fuzzy Bunny's Guide to You-Know-What. |
| "I Love Lisa"                      |        | 4      | Ned sjunger för Maude.                                      |
| "Marge Gets a Job"                 |        | 4      | Smithers drömmer om Mr. Burns flyger in genom fönstret.     |
| Fler avsnitt                       |        | 1 - 4  | Bussamtal till Moe.                                         |
| Flera avsnitt                      |        | 3 - 5  | Homer säger "Mmm...".                                       |
| "Homer Loves Flanders"             |        | 5      | Homer kysser Ned under en match.                            |
| "Life on the Fast Lane"            |        | 1      | Marge berättar hur hon blev kär i en bowlare.               |
| "The Last Temptation of Homer"     |        | 5      | Homer berättar hur han blev kär i Mindy Simmons.            |
| "I Love Lisa"                      |        | 4      | Lisa berättar hur hon dejtade Ralph Wiggum.                 |
| "New Kid on the Block"             |        | 4      | Bart berättar hur han blev kär i Laura Powers.              |
| "Black Widower"                    |        | 3      | Sideshow Bob gifter sig med Selma.                          |
| "Secrets of a Successful Marriage" |        | 5      | Farfar dejtade mormor.                                      |
| "The Way We Was"                   |        | 2      | Homer berättar hur han blev ihop med Marge.                 |
| Fler avsnitt                       |        | 1 - 5  | Homer och Marge kysser                                      |

## Produktion
Titeln är en fortsättning på "So It's Come to This: A Simpsons Clip Show" och är det andra klippavsnittet i serien. Avsnittet skrevs av Jon Vitti under namnet "Penny Wise" och regisserades av David Silverman som "Pound Foolish". Klippen i avsnittet är skrivna av John Swartzwelder, Frank Mula, David Richardson, Jeff Martin, Bill Oakley, Josh Weinstein, Matt Groening, Sam Simon, Al Jean, Mike Reiss, Jay Kogen, Wallace Wolodarsky, Nell Scovell, David M. Stern, George Meyer, Conan O'Brien, Robert Cohen, Bill Canterbury och Dan McGrath. Avsnittet skrevs för att det fått order att spara pengar. De planerade att ha ett klippavsnitt varje säsong men eftersom avsnitten inte gillas av fansen minskade man dem. Fox gillar avsnitten för de är billigare att göra men kan säljas till TV-kanaler för fullt pris.

## Kulturella referenser
Marge läser boken Broarna i Madison County. I avsnittet säger Lisa att Itchy & Scratchy klipper bara ihop saker från andra avsnitt vilket också Ren & Stimpy gör som en referens till avsnittet.

## Mottagande
Avsnittet hamnade på plats 68 över mesta sedda avsnitt under veckan med en Nielsen ratings på 8.7 och det fjärde mest sedda på Fox under veckan. Hos TV Squad har Adam Finley ansett att avsnittet är ett av de bättre klippavsnitten och den är inramad på ett sätt som gör att de värt att se det som ett bildspel som inte är så tråkigt. På DVD Talk har Ian Jane sagt att titeln säger allt. Colin Jacobson på DVD Movie Guide har sagt att avsnittet har en bra blandning av klipp men eftersom vi kan se klippen i de vanliga avsnitten så han tycker han det här är ett billigt sätt att göra nya avsnitt. Lisas replik att romantiken är död för den köptes av Hallmark och Disney och såldes bit för bit har använts i studier för att beskriva företagen.